# (4761) Urrutia
(4761) Urrutia (1981 QC) – planetoida z pasa głównego asteroid okrążająca Słońce w ciągu 3,58 lat w średniej odległości 2,34 j.a. Odkryta 27 sierpnia 1981 roku.